# Хара Кефалиду
Харула (Хара) Димитру Кефалиду (на гръцки: Χαρούλα, Χαρά Δημητρίου Κεφαλίδου) е гръцки политик от Общогръцкото социалистическо движение (ПАСОК), депутат в Гръцкия парламент от 2009 до 2012 година и от септември 2015 година.

## Биография
Родена е в 1965 година в македонското градче Драма, Гърция. Баща ѝ Димитриос (Мимис) Кефалидис е политик от ПАСОК, депутат от 1977 до 1989 година и министър на земеделието. Харула Кефалиду завършва като инженер електротехник в Солунския университет. По-късно прави магистратура по информационни системи в Лондонското училище по икономика и политически науки и бизнес администрация в Атинския икономически университет.
В 1982 година влиза в ПАСОК. Член е на отдела за жените и отдела за инженерство на ПАСОК, както и на Националния съвет на партията. От 2002 до 2009 година на два пъти е избирана в областния съвет на ном Атина и в 2008 – 2009 година е заместник областен управител (номарх) на нома от ПАСОК с ресор технически проекти, градско планиране и околна среда.
В 2009 година е избрана за депутат от ПАСОК от избирателен район Драма – първата жена депутат от района. На предсрочните избори през септември 2015 г., на които ПАСОК се явява като част от Демократичната коалиция заедно с по-малката Демократична левица, Кефалиду отново печели един от 17-те мандата на коалицията.
Хара Кефалиду е активен член на Техническата камара на Гърция, на Гръцкото компютърно общество и на Жени без граници.